# غلة بان
غلة بان هي قرية في مقاطعة مرند، إيران. عدد سكان هذه القرية هو 3,042 في سنة 2006.